# Beaumerie-Saint-Martin
Beaumerie-Saint-Martin är en kommun i departementet Pas-de-Calais i regionen Hauts-de-France i norra Frankrike. Kommunen ligger i kantonen Montreuil som tillhör arrondissementet Montreuil. År 2022 hade Beaumerie-Saint-Martin 384 invånare.

## Befolkningsutveckling
Antalet invånare i kommunen Beaumerie-Saint-Martin
| Referens: INSEE |